# Chelidoperca stella
Chelidoperca stella là một loài cá biển thuộc chi Chelidoperca trong họ Cá mú. Loài này được mô tả lần đầu tiên vào năm 2016. Trong tiếng Latinh, stella có nghĩa là "ngôi sao", ám chỉ đến các đốm màu vàng đặc trưng trên vây bụng của loài cá này.

## Phân bố và môi trường sống
C. stella có phạm vi phân bố rải rác ở Đông Ấn Độ Dương và Tây Thái Bình Dương. Loài này được tìm thấy tại biển Andaman; và từ Trung Quốc trải rộng khắp vịnh Bắc Bộ và phía nam tới Philippines. Các cá thể của C. stella được tìm thấy ở độ sâu khoảng từ 58 đến 66 m.

## Mô tả
Chiều dài lớn nhất đo được ở những mẫu vật của C. stella là 7,2 cm. Vây bụng của chúng có màu trắng với một vài đốm nhỏ màu vàng. Không có các dải sẫm màu dọc theo hai bên cơ thể.
Số gai ở vây lưng: 10; Số tia vây mềm ở vây lưng: 10; Số gai ở vây hậu môn: 3; Số tia vây mềm ở vây hậu môn: 6; Số gai ở vây bụng: 1; Số tia vây mềm ở vây bụng: 5; Số tia vây mềm ở vây ngực: 15; Số vảy ở đường bên: 34 - 35.